# Karlikowo (district Puck)
Karlikowo is een plaats in het Poolse district Puck, woiwodschap Pommeren. De plaats maakt deel uit van de gemeente Krokowa en telt 290 inwoners.